# 1998 في المجر
فيما يلي قوائم الأحداث التي وقعت خلال عام 1998 في المجر.

## سياسة

### تعيين في المنصب
- 8 يوليو – فيكتور أوربان رئيس وزراء المجر.

## رياضة
- 16 أغسطس – جائزة المجر الكبرى 1998 الفائز مايكل شوماخر.

## مواليد

### أغسطس
- 13 أغسطس – دلما جالفي لاعبة كرة مضرب مجرية.

## وفيات

### أغسطس
- 8 أغسطس – لاسلو سابو (مواليد 1917) لاعب شطرنج مجري.